# Clavariaceae
The Clavariaceae là một họ nấm trong bộ Agaricales. Họ này có 7 chi và 30 loài.

## Danh sách các chi
- Camarophyllopsis Herink 1958 – agaricoid
- Clavaria Vaill. ex L. 1753 – clavarioid
- Clavulinopsis Overeem 1923 – clavarioid
- Hirticlavula J.H.Petersen & Læssøe 2014 – clavarioid
- Hyphodontiella Å.Strid 1975 – clavarioid
- Mucronella Fr. 1874 – hydnoid
- Ramariopsis (Donk) Corner 1950 – clavarioid
- Scytinopogon Singer 1945 – clavarioid
- Setigeroclavula R.H.Petersen 1988 – clavarioid

## Hình ảnh

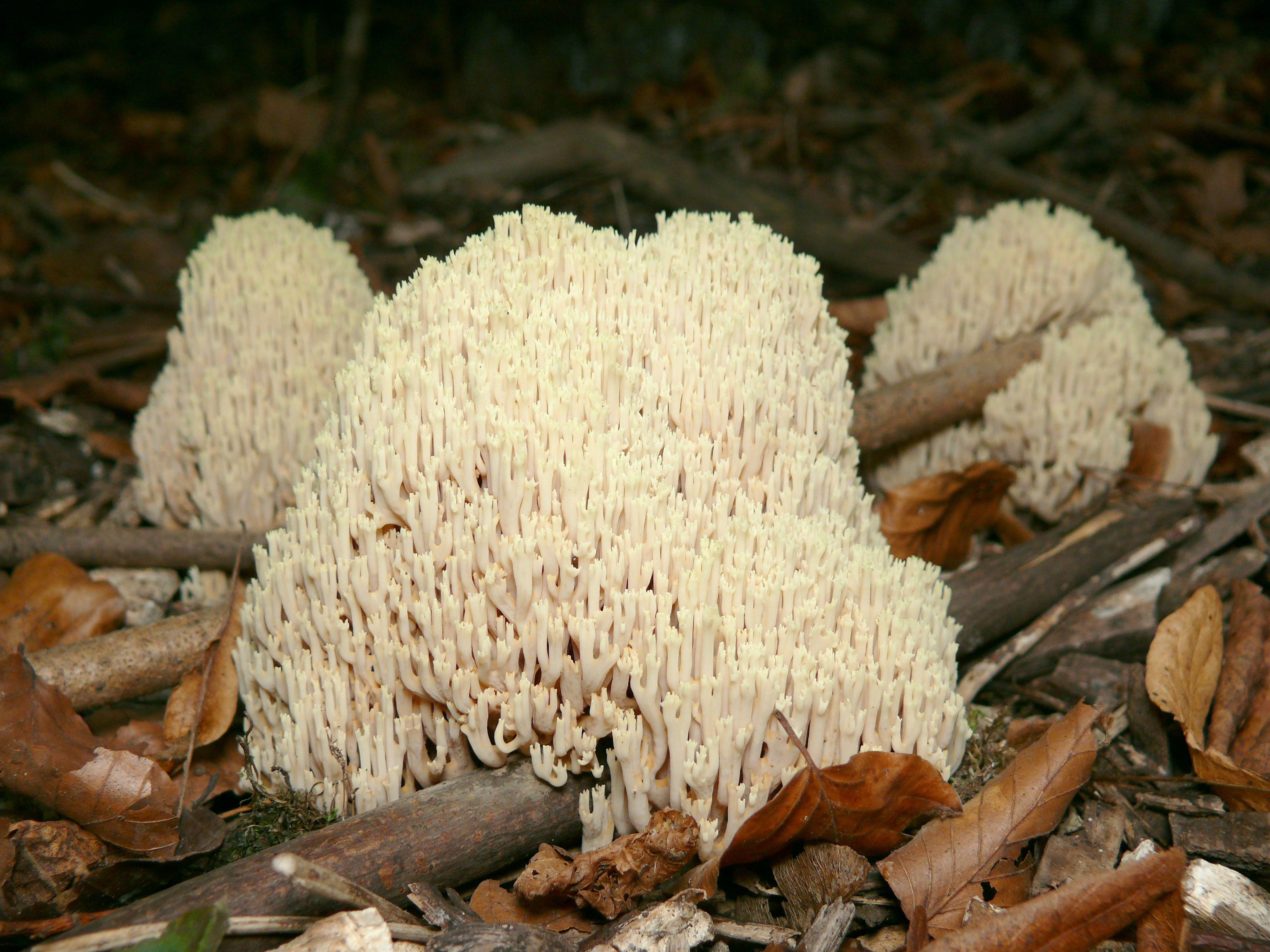
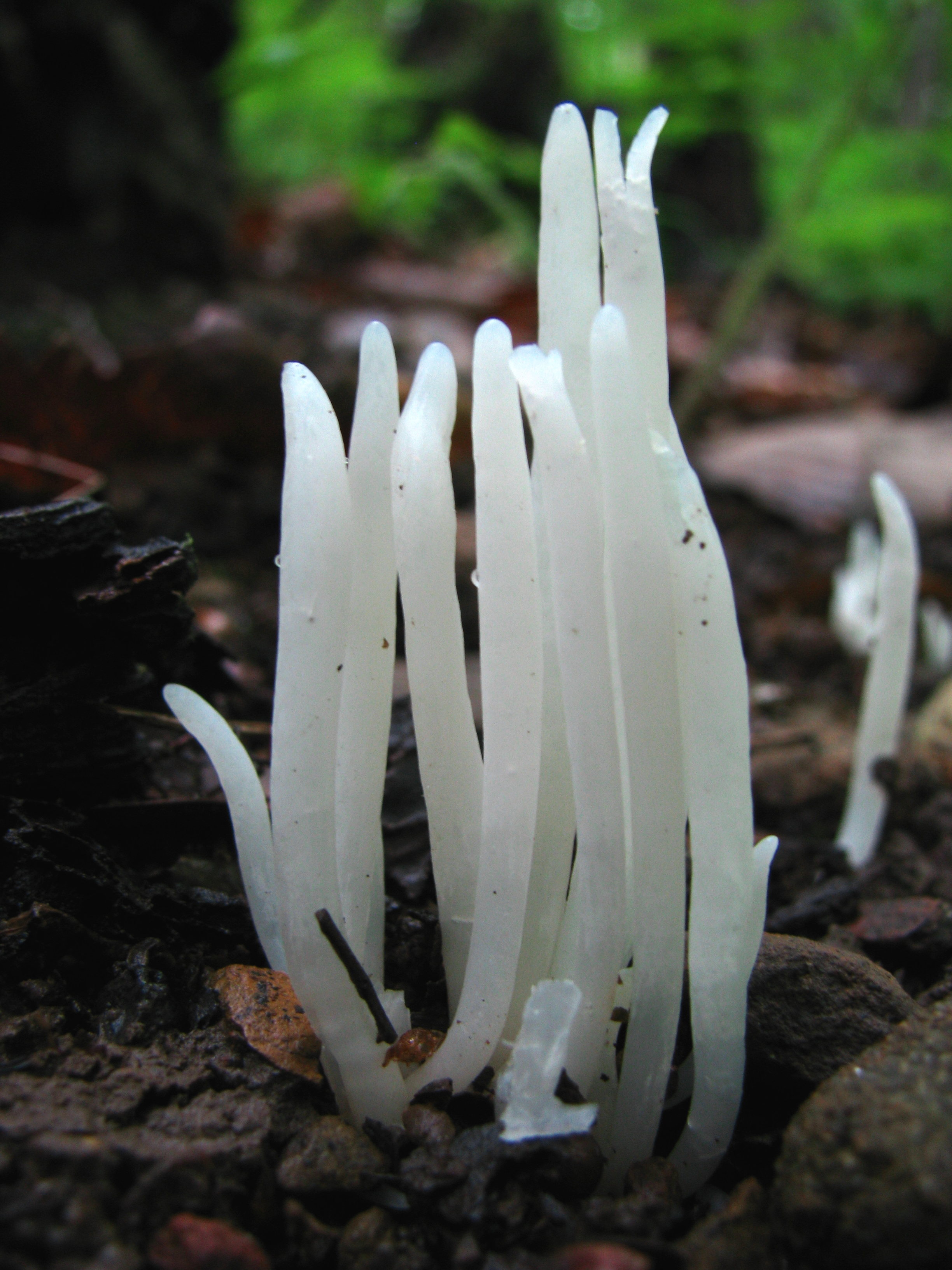
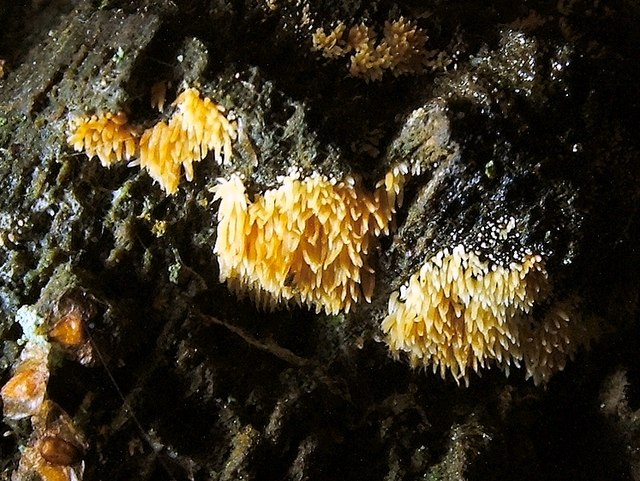